# Tomasz Wójtowicz
Tomasz Grzegorz Wójtowicz (Lublin, 1953. szeptember 22. – 2022. október 24.) olimpiai és világbajnok lengyel röplabdázó.

## Pályafutása
1968 és 1972 között az AZS Lublin, 1972 és 1978 között az  Avia Świdnik, 1978 és 1983 között a Lefia Warszawa röplabdázója volt. 1983-tól Olaszországban játszott. 1983–84-ben az  Edilcuoghi Sassuolo, 1984 és 1986 között a Santal Parma, 1986–87-ben a Granarolo Ferrara, 1987 és 1989 között a Famila Città di Castello játékosa volt.
1974-ben a lengyel válogatott tagjaként világbajnokságot nyert. Két olimpián vett részt. Az 1976-os montréali játékokon olimpiai bajnok, az 1980-as moszkvai olimpián negyedik helyezett lett a válogatott csapattal. 1975 és 1983 között az Európa-bajnokságokon négy ezüstérmet szerzett.

## Sikerei, díjai
Lengyelország
- Olimpiai játékok
  - aranyérmes: 1976, Montréal
- Világbajnokság
  - aranyérmes: 1974, Mexikó
- Európa-bajnokság
  - ezüstérmes (4): 1975, 1977, 1979, 1983

 Legia Warszawa
- Lengyel bajnokság
  - bajnok: 1982–83

 Santal Parma
- Bajnokcsapatok Európa-kupája
  - győztes: 1984–85
  - ezüstérmes: 1985–86